# Divina Pastora (kommun i Brasilien)
Divina Pastora är en kommun i Brasilien.   Den ligger i delstaten Sergipe, i den östra delen av landet, 1 300 km öster om huvudstaden Brasília. Antalet invånare är 4 326.
Omgivningarna runt Divina Pastora är huvudsakligen savann. Runt Divina Pastora är det ganska tätbefolkat, med 160 invånare per kvadratkilometer.